# 안동 예안 동간재고택
안동 예안 동간재고택(安東 禮安 東澗齋故宅)은 경상북도 안동시 예안면 부포에 있는 0의 안동예안동간재고택이다. 1973년 8월 31일 경상북도의 민속문화재 제5호로 지정되었다.

## 개요
헌종 10년(1844)에 지은 건물이며, 1975년 안동댐 건설로 인한 수몰때문에 현재의 위치로 옮긴 것이다.
원래는 평산 신씨가 지은 건물인데 1940년에 현재의 소유자가 집을 사서 자기의 아버지 호를 따 ‘동간재’라 하였다.
ㅁ자형의 안채와 一자형의 사랑채로 구성되어 있다. 안채는 이 지방의 전형적인 살림채 모습을 잘 간직하고 있으며, 사랑채는 一자형으로 안채와 분리하여 따로 세웠다. 앞면 3칸·옆면 2칸으로 지붕은 옆면이 여덟 팔(八)자 모양의 화려한 팔작기와지붕으로 꾸몄다.

## 참고 문헌
- 안동예안동간재고택 - 국가유산청 국가유산포털